# Behningia ulmeri
Behningia ulmeri is een haft uit de familie Behningiidae. De wetenschappelijke naam van de soort is voor het eerst geldig gepubliceerd in 1929 door Lestage.
De soort komt voor in het Palearctisch gebied.